# Анаис Нин
Анаис Нин (фр. Anaïs Nin; Неји на Сени, 21. фебруар 1903 — Лос Анђелес, 14. јануар 1977) била је есејиста, романописац и писац кратких прича и еротике. Рођена је у Француској. Отац јој је био кубански композитор Хоакин Нин, а мајка Роса Кумел, певачица класичног стила. Нин је провела своју младост у Шпанији и Куби, око шеснаест година у Паризу (од 1924. до 1940) и остатак свог живота у САД, где је и постала успешна списатељица.
Од своје једанаесте године, па чак до своје смрти, Нин је ревносно водила дневник. Већина њених дневника била је објављена за време њеног живота. Они су испуњени њеним суште личним схватањима и односима. У њеним дневницима описани су и њен брак са Хјуом Паркером Гајлером и касније са Рупертом Полом, наравно, уз бројне афере, укључујући аферу са психоаналитичарем Отоом Ранком и писцем Хенријем Милером. Ове афере значајно су утицале на Нин и њено писање.
Поред својих дневника, Нин је написала неколико романа, критичких студија, есеја, кратких прича и мноштво еротских приповедака. Већина њеног дела, укључујући колекцију еротике Делта Венере и Мале птице, објављени су постхумно. Умрла је од цервикалног канцера 1977. године, у Лос Анђелесу.

## Детињство и младост
Анаис Нин рођена је у Неји, у Француској. Отац Хоакин Нин био је кубански пијаниста и композитор каталонског порекла, а мајка Роса Кумел била је кубанска певачица класичног стила, француског и данског порекла. Очев деда је одбегао из Француске у току Револуције прво у Свети Доминго, а затим у Њу Орлеанс и коначно на Кубу, где је помагао у изградњи прве железнице у тој земљи.
Нин је васпитана као припадник Римокатоличке цркве , али ју је напустила са свега шеснаест година. Провела је своје детињство и младост у Европи. Родитељи су јој се развели када је имала две године, те је са мајком и двојицом браће, Торвалдом и Хоакином Нин - Кумелом, живела неко време у Барселони, да би адолесценцију провела у Њујорку, где је похађала средњу школу. Са шеснаест година напустиће традиционално школовање и почеће са радом као модел уметницима (забележено у дневницима из периода од 1931. до 1934). После толико година проведених у САД, Нин је заборавила говорити на шпанском, али је сада течно говорила енглески и француски језик.
Трећег марта 1923. године Нин се удала за свог првог мужа Хјуа Паркера Гајлера (1898–1985), банкара и уметника, касније познатијег под именом Ијан Хјуго, које је добио правећи експерименталне филмове четрдесетих година ХХ века. Пар се преселио у Париз, где се Гајлер бавио банкарством, а Нин је почела своје бављење писањем. У својим дневницима бележи да је 1920-тих година вежбала да постане фламенко плесачица са Франциском Миралесом Арнуом. Њено прво објављено дело била је критичка евалуација Дејвида Х. Лоренса под именом Д. Х. Лоренс: Непрофесионална студија,  коју је написала за свега шеснаест дана.
Нин је постала веома заинтересована за психоанализу и марљиво ће је студирати, прво са Ренеом Алендијем 1932., а касније са Отоом Ранком. Обојица су касније постали њени љубавници, тако је забележила у свом дневнику. За време њене друге посете Ранку, Нин изражава своју жељу за поновним рођењем, као жене и као уметника. Ранк, како она бележи, јој је помогао да се помера између онога што је вербално могла исказати у својим дневницима и онога што је остало неартикулисано. Открила је квалитет и дубину својих осећања у тим невербалним транзицијама онога што је могла артикулисати и онога што није могла. "И док је говорио, помислила сам на тешкоће које имам са писањем, муке писања о осећањима која се тешко исказују. Тешкоће које имам пронаћи језик интуиције, осећаја, инстинкта који су, сами по себи, недодирљиви, суптилни и неизрециви.".
У касно лето 1939. године, када је почео рат, Нин је напустила Париз и вратила се у Њујорк са својим мужем.
У Њујорку Нин је наставила да се виђа са Ранком, чак уселивши се у његов стан. Почела се и сама понашати се као психоаналитичар, примала је пацијенте у просторији одмах до Ранкове и са њима упражњавала сексуални чин на психоаналитичком каучу. Одустала је од психоанализе након неколико месеци, изјавивши: "Спознала сам да нисам добра, јер нисам објективна. Моји пацијенти су ме уходили. Желела сам се за њих заложити." У Њујорку упознала је јапанско-америчког модернистичког фотографа Соићија Сунамија, који ће је фотографисати за многе њене књиге.

## Књижевна каријера

### Дневници
Најизученија дела Анаис Нин су њени дневници. Објављени дневници, који сажимају деценије од 1933. па до ауторкине смрти, пружају дубоки захват у њен интимни живот и односе. Нин је познавала, често интимно, многе ауторе, уметнике, психоаналитичаре и друге познате личности. Често је о њима и писала, а посебно је писала о Отоу Ранку.
У трећем наставку својих дневника, Инцест, писала је о свом оцу и графички описала сексуално злостављање које је доживела када је имала само девет година (207–15).
За сада објављено је шеснаест томова њених дневника, а бар пет је остало у рукопису.

### Еротични списи
Нин је проглашена, од стране многих критичара, за једну од најбољих списатељица женске еротике. Она је међу првим женама које су писале еротику у тадашњем модернистичком Западу. Нин је црпела инспирацију из дела Марсела Пруста, Андреа Жида, Жана Коктоа, Пола Валерија и Артура Рембоа. По првом сажетку њених дневника из 1931-1934, објављеног 1966. године, Нин се први пут сусрела са еротиком по повратку у Париз са својим мужем, мајком и браћом још у својим касним адолесценским данима. Изнајмили су стан неког Американца, који је отишао на летовање, и Нин је набасала на колекцију француских књига: "Једну по једну, ишчитавала сам их. Биле су ми стране. Нисам никада раније читала еротичну литературу... Потпуно су ме преплавиле. Била сам чедна пре него што сам их прочитала, али пошто сам их прочитала, није било ни чега више што не знам о сексуалним подвизима... Добила сам своју диплому у спознаји еротике."
Суочена са очајничком потребом за новцем, Нин, Хенри Милер и још пар пријатеља почели су 1940-тих писати еротске и порнографске наративе по налогу анонимног сакупљача и добијали су по долар за страну. Нин је сматрала ликове из својих еротских приповетки за карикатуре и оригинално их није желела објављивати, али је током седамдесетих година ХХ века променила мишљење и издала славне томове Делта Венере и Мале птице. 2016. године откривена је колекција кратких еротских прича Аулетрис и објављена је по први пут исте године.
Нин је била пријатељица, а у неким случајевима и љубавница, многих књижевника, укључујући Хенрија Милера, Џона Стајнбека, Антонена Артоа, Едмунда Вилсона, Гора Видала, Џејмса Аџија и Лоренса Дарела. Њена страствена љубав са Милером снажно је утицала на њу како сексуално тако и креативно. Први део дневника Анаис, касније објављеног након њене смрти под називом Хенри и Џун: из дневника љубави (1931–1932), о Хенрију и Џун, Хенријевој тадашњој жени, указује на то да је Нин била фасцинирана Џун до те мере да је говорила, парафразирано, "Ја сам постала Џун.". Мада није јасно да ли су се њена осећања према Џун икада остварила и на сексуалном плану. За Анаис и за Хенрија Џун је била фатална жена - неодољива, лукава и еротична. Нин ју је даровала накитом, новцем, одећом, понекад доводећи себе у стање потпуне беспарице.

### Романи и остале публикације
Нин је, такође, написала пар романа, који су од стране критичара били довођени у уску везу са надреализмом. Њено прво дело фикције, Кућа инцеста (1936), садржи алузије на кратку сексуалну везу коју је Нин остварила са својим оцем 1933. године: док је била у посети Француској, тридесетогодишња Анаис имала је инцестозну везу са својим оцем. 1944. године објавила је збирку кратих прича под називом Под стакленим звоном, коју је рецензирао Едмунд Вилсон.
Нин је писала и стручне текстове, у виду критичких евалуација - Д. Х. Лоренс: Непрофесионална студија, као и Роман будућности (1968), у коме говори о свом приступу писању и књижевности.

## Приватни живот
Према њеним дневницима,1931-1934., Нин је са Милером живела боемски у Паризу. Њен муж Гајлер не помиње се уопште у прва два венца њених дневника, иако је у уводу наглашено да је удата. Дневници, уређени од стране њеног другог мужа Руперта Пола, након њене смрти, говоре да је њена веза са Милером била страствена и углавном физичка, и да је она веровала да је абортирала његово дете 1934. године.
Године 1947., са 44 године, Анаис упознаје Руперта Пола, некадашњег глумца, у лифту на путу до места где се одржавао жур. Пол је био шеснаест година млађи од ње, али то их није зауставило и почели су се забављати. 17. марта 1955. године, још увек у браку са Гајлером, удала се за Пола у Кварцсајту, Аризони. Гајлер ће за овај брак сазнати тек након њене смрти.
1966. Анаис је поништила брак са Полом, због легалних проблема који су се појавили када су и Гајлер и Пол покушали да је заведу као издржавано лице на својим федералним таксама. Упркос поништењу брака, Нин и Пол наставили су живети заједно све до њене смрти 1977. године. Према Барбари Крафт, Анаис је пред смрт писала Гајлеру молећи га за опроштај, на шта јој је Гајлер писао рекавши да је због ње у животу пронашао смисао.
Након Гајлерове смрти 1985. године, аутентичне верзије дневника уредио је и објавио Пол.

## Смрт
Дијагностикован јој је рак цервикса 1974. године. Борила се са раком неколико година, док је метастазирао, извођени су јој многи захвати и примала је хемотерапију. Усмртио ју је 14. јануара 1977. године у Сидерс-Синаи медицинском центру у Лос Анђелесу, Калифорнија.
Њено тело је кремирано и њен пепео је посут по заливу Санта Моника у Сирениној ували. Гајлеров пепео, после његове смрти 1985. године, биће расут у истој ували. Пол је преузео улогу главног уредника њених списа и потрудио се да у периоду од 1985. године па до своје смрти 2006. објави што више сирових верзија њених дневника и књига. Оригинали њених дневника налазе се у библиотеци Универзитета у Калифорнији, Лос Анђелес.

## Наслеђе
Процват феминистичког покрета 1960-тих година ХХ века дао је неки шири контекст и перспективу писања за Нин, што је искористила одржавајући предавања по универзитетима; међутим, Нин је себе одвојила од политичког активизма тог покрета. 1973. године, Нин је добила докторат ad honorem. Пред саму смрт 1976. године, Лос Анђелес тајмс јој је доделио титулу Жена године.
Филип Кауфман је режисирао филм Хенри и Џун 1990. године на основу истоименог циклуса дневника. Анаис Нин је у филму играла глумица Мариа де Медеирос.
У фебруару 2008. године песник Стивен Рејнс организовао је Анаис Нин у 105 у Хамер музеју, Вествуд, Лос Анђелес. Рејнс је рекао: "Нин се зближила и формирала дубока пријатељства са многим женама и мушкарцима деценијама млађим од себе. Неки од њих још увек живе у Лос Анђелесу и мислио сам да ће бити изузетно окупити их како би поделили своје искуство са (Нин)." Бебе Барон, пионир електронске музике и дугогодишња пријатељица Анаис, последњи пут се појавила у јавности на овом догађају.

### Дневници и писма
- Рани дневник Анаис Нин (1914–1931), у четири наставака
- Дневник Анаис Нин, у седам наставака, уредник Анаис Нин
- Хенри и Џун: из дневника љубави. Сирови дневник Анаис Нин (1931–1932) (1986), уредник Руперт Пол (објављено након њене смрти)
- Литерарна страс: Писма Анаис Нин и Хенрија Милера (1987)
- Инцест: из дневника љубави (1992)
- Ватра: из дневника љубави (1995)
- Ближе месецу: из дневника љубави (1996)
- Илузије: Сирови дневник Анаис Нин, 1939–1947 (2013)
- Трапез: Сирови дневник Анаис Нин, 1947–1955 (2017)

### Фикција

#### Романи
- Кућа инцеста (1936)
- Зима лукавства (1939)
- Градови унутрашњости (1959), у пет наставака
  - Мердевине до ватре
  - Деца албатроса
  - Срце са четири коморе
  - Шпијун у кући љубави
  - Завођење Минотаура, оригинално објављено под називом Барка сунца (1958)
- Колажи (1964)

#### Кратке приче
- Губитак безвремености: и још приче, написано пре 1932. године, објављено након смрти
- Под стакленим звоном (1944)
- Делта Венере (1977)
- Мале птице (1979)
- Аулетрис (2016)

### Документарна књижевност
- Д. Х. Лоренс: Непрофесионална студија (1932)
- Роман будућности (1968)
- У прилог осетљивом човеку (1976)

## Филмографија
- Ритуали у трансфигурисаном времену (1946)
- Инаугурација куполе задовољства (1946)
- Звона Атлантиса (1952)